# 691 Lehigh
691 Lehigh
691 Lehigh là một tiểu hành tinh ở vành đai chính. Nó được Joel Hastings Metcalf phát hiện ngày 11.12.1909 ở Taunton, Massachusetts và được đặt theo tên đại học Lehigh (Pennsylvania, Hoa Kỳ), nơi Joseph B. Reynolds là việc tính toán quỹ đạo của nó